# Joe Alonso
Joe Alonso (nacido el 23 de abril de 1971 en Linares, Jaén) es un exjugador de baloncesto español. Con 1,94 metros de estatura, ocupaba la posición de escolta.

## Clubes
- Estudiantes. Categorías inferiores.
- Las Rozas. Categorías inferiores.
- 1992-93 Primera División. Európolis Las Rozas.
- 1993-94 Primera División. CB Fuenlabrada.
- 1994-97 EBA. CB Fuenlabrada.
- 1995-96 EBA. CB Fuenlabrada.
- 1996-97 ACB. Baloncesto Fuenlabrada.
- 1997-01 LEB. Cajasur Córdoba.
- 2001-03 LEB. Universidad Complutense.
- 2003-04 LEB CB Algeciras.
- 2003-05 LEB2 Club Baloncesto Pozuelo.
- 2005-06 EBA C.B. Colmenar Viejo.
- 2006-07 EBA CB Illescas.
- 2007-08 PLATA CB Illescas.
- 2008-09 LEB ORO CB Illescas.
- 2009-10 LEB Plata CB Guadalajara.
- 2010-11 LEB ORO CDB Amistad y Deporte.